# Полум'я пустелі
Полум'я пустелі (англ. Flame of the Desert) — американська мелодрама режисера Реджинальда Баркера 1919 року.

## Сюжет
Англієць для розкриття змови робить вигляд, що він — єгипетський шейх. Але англійська жінка ускладнює ситуацію, закохавшись в шейха.

## У ролях
- Джеральдіна Фаррар — леді Ізабель Ченнінг
- Лу Телеген — шейх Ессад
- Алек Б. Френсіс — сер Джон Карлтон
- Едіт Чепман — леді Сноуден
- Кассон Фергюсон — сер Чарльз Ченнінг
- Мейсі Гарлем — Абуль-бей
- Син Де Конде — Абдулла
- Мілтон Росс — шейх
- Майлз Добсон — шейх
- Джим Мейсон — пустельний шейх
- Луїс Дархем — пустельний шейх
- Елі Стентон — Улла